# Silent Hill: Homecoming
 (octobre 2019).
Si vous disposez d'ouvrages ou d'articles de référence ou si vous connaissez des sites web de qualité traitant du thème abordé ici, merci de compléter l'article en donnant les références utiles à sa vérifiabilité et en les liant à la section « Notes et références ».
Silent Hill: Homecoming est un jeu vidéo de type survival horror développé par Double Helix Games et édité par Konami. C'est le sixième opus de la série Silent Hill.
Homecoming met le joueur dans la peau d'Alex Shepherd, un soldat blessé sur le champ de bataille, de retour à Shepherd's Glen, sa ville natale autrefois pittoresque, mais à présent plongée dans le désarroi. En arrivant chez lui, Alex retrouve sa mère prostrée dans un état catatonique, qui lui apprend que son jeune frère Joshua a disparu et que son père est parti à sa recherche. Alex tente alors de retrouver leur trace et, pendant son périple, il découvre des choses qu'il ignorait jusque-là sur l'Ordre, une secte maléfique dont certains habitants de la ville sont membres, ainsi que sur l'histoire de la ville, et son propre passé.
Le jeu sort en Amérique du Nord le 30 septembre 2008 sur PlayStation 3 et Xbox 360, puis le 6 novembre 2008 sur Microsoft Windows, exclusivement via la plate-forme de distribution numérique Steam. En Europe, le jeu sort simultanément sur tous les supports le 26 février 2009, y compris au format DVD-ROM pour Microsoft Windows.
La sortie japonaise du jeu est annulée.

## Synopsis
Lorsque le jeu commence, le joueur prend le contrôle d'Alex dans un cauchemar centré sur son frère cadet Josh. Il se réveille ensuite dans la cabine d'un camion conduit par Travis Grady, le protagoniste de Silent Hill: Origins, qui l'emmène dans sa ville natale, Shepherd's Glen. La ville, qui tire son nom d'un ancêtre lointain d'Alex qui a contribué à sa fondation, baigne dans le brouillard et est désertée par ses habitants. Chez lui, Alex découvre sa mère dans un état catatonique, qui murmure que son père est parti à la recherche de Joshua, son frère cadet qui a disparu. Il promet à sa mère de retrouver Joshua, et s'en va.
Alex découvre rapidement que beaucoup d'autres personnes ont disparu à Shepherd's Glen depuis qu'il est parti au combat. Il tombe sur son amie d'enfance Elle Holloway qui accroche des avis de disparition sur un panneau à l'extérieur du commissariat. Pendant qu'il explore la ville, Alex assiste aux meurtres du maire Bartlett puis du docteur Fitch par des montres dans le monde altéré. Les deux ont un enfant qui a disparu. De retour à Shepherd's Glen, Alex se rend au commissariat et s'allie avec Wheeler, le shérif adjoint. Plus tard, Alex apprend que son père était impliqué dans les affaires secrètes de la ville, et est parti pour essayer de résoudre les problèmes de la ville. Il demande des explications à sa mère, mais avant de pouvoir obtenir des réponses, elle est enlevée par des membres de l'Ordre, une secte religieuse de Silent Hill qui a enlevé plusieurs habitants de la ville.

Alex, Elle, et Wheeler traversent le lac de Toluca en bateau afin de retrouver le père d'Alex à Silent Hill, mais sont interceptés par des membres de l'Ordre. Elle et Wheeler sont emmenés au pénitencier de Silent Hill, où se rend Alex dans une tentative de sauvetage. Il y trouve sa mère attachée à un dispositif d'écartèlement. Le joueur doit prendre la décision de la tuer pour lui épargner la souffrance qui va s'en suivre, ou non, décision qui affecte la fin du jeu. Alex sauve ensuite la mère d'Elle, la juge Holloway, puis est à nouveau séparé de Wheeler. Il trouve ensuite l'église de l'Ordre, où il écoute les aveux de son père dans le confessionnal. Le joueur peut choisir de lui pardonner, ou pas, ce qui affecte aussi la fin du jeu. Alex retrouve par la suite son père, attaché, qui révèle qu'Alex n'a jamais été un soldat et était dans un hôpital psychiatrique depuis que « l'accident » s'est produit. Il implore le pardon mais se fait tuer immédiatement après par le Bogeyman (un monstre rappelant Pyramid Head de Silent Hill 2).
Alex poursuit sa route vers les installations souterraines de l'Ordre, puis est capturé par la juge Holloway, qui révèle que tout ce qui s'est passé est la conséquence d'un pacte qui a été brisé. Cent-cinquante ans auparavant, les quatre familles ont quitté l'Ordre de Silent Hill pour fonder Shepherd's Glen. Elles ont été autorisées à la faire à condition que tous les cinquante ans, chaque famille sacrifie un de leurs enfants. Et si Joey Bartlett, Scarlett Fitch et Nora Holloway ont bel et bien été sacrifiés par leurs parents, le père d'Alex n'a pas tenu sa promesse. En conséquence de cela, l'Ordre a été recréé dans le but d'apaiser la colère de leur dieu. La juge Holloway tente d'exécuter Alex, qui la tue en se défendant. Alex libère Elle et retrouve Wheeler, qui est gravement blessé. Le joueur doit à nouveau faire un choix - le sauver ou l'abandonner à son sort - qui affecte également la fin du jeu. Alex s'en va seul à la poursuite de Josh.
Alex, comprenant qu'il est l'enfant qui devait être sacrifié, vit un flashback dans lequel il voit ce qui est réellement arrivé à Josh. Lorsqu'il était plus jeune, il a emmené Josh en balade en barque sur le lac. Quand Josh lui montra un anneau que leur père a choisi de lui donner plutôt qu'à Alex, ce dernier, jaloux, s'est battu avec Josh pour lui arracher l'anneau, provoquant accidentellement sa chute et sa noyade. Son père, qui a retrouvé le corps de Josh, dit à Alex qu'« il a tout gâché », parce qu'il avait choisi Alex, et pas Josh. En déni après la mort de son frère, Alex a été placé dans un hôpital psychiatrique (et ne s'est pas engagé à l'armée comme il le croyait). Josh étant mort à la place d'Alex, le pacte avec l'Ordre a été rompu. Après avoir vaincu le boss de fin, qui est une manifestation de l'esprit de Josh, Alex a finalement une occasion de s'excuser, et dit qu'il n'a jamais voulu la mort de Josh. Alex dépose l'anneau familial et la lampe de poche militaire de leur père sur le corps de Josh, puis quitte la pièce.
Il y a cinq fins possibles, en fonction des actions du joueur pendant la partie, notamment le choix de tuer, ou non, la mère d'Alex, pardonner, ou pas, le père d'Alex, et avoir réussi, ou échoué, à sauver l'adjoint Wheeler. Dans la seule fin positive, Alex se réconcilie avec son passé, retrouve Elle, et quitte Shepherd's Glen. Les trois autres fins sont les suivantes : Alex finit noyé par son père ; Alex se réveille dans l'hôpital psychiatrique et reçoit un traitement par électrochocs ; Alex est transformé de force en Bogeyman. Il existe aussi une fin humoristique, dans laquelle Alex et Elle sont enlevés par un OVNI. En plus de ces fins, si le joueur trouve tous les dessins de Josh, ou s'il finit le jeu en difficulté « difficile », une séquence en vue à la première personne se déroule après le générique de fin dans laquelle Alex trouve Josh assis sur son lit, et qui prend une photo de lui avec un appareil photo,,.

## Système de jeu
Le profil militaire du personnage principal, Alex Shepherd, doit avoir des répercussions dans la dynamique de jeu et dans le thème de l'histoire. Le système de combat doit être amélioré, avec de nouveaux mouvements offensifs, notamment des prises, et défensifs, comme des manœuvres d’esquive. La progression sera toujours agrémentée d'énigmes que des indices distillés de le décor permettront de résoudre.
Le jeu utilise le moteur Havok et la physique des objets devraient être plus poussées que dans les précédents épisodes, avec des répercussions concrètes (par exemple, faire tomber un objet peut attirer l'attention d'une créature). L'intelligence artificielle des ennemis devrait aussi être plus évoluée.
Les transitions entre le monde réel et le monde altéré devraient désormais se faire en temps réel, comme dans l'adaptation cinématographique de Christophe Gans. Un nouveau système de filtres graphiques doit aussi permettre de moduler l'atmosphère en cours de jeu.
Le principe des fins multiples devrait être conservés (sans pour autant connaître leur nombre exact) mais les développeurs aimeraient que les différentes options soient plus concrètement rattachées à des actions méritantes du joueur.

## Développement
Le jeu est développé par le studio américain Double Helix Games sous la direction des équipes de Konami. Akira Yamaoka compose une nouvelle fois la bande-son.
Les développeurs désirent proposer une ambiance se rapprochant de Silent Hill 2 et l'histoire devrait être relativement indépendante des autres épisodes. L'influence du film L'Échelle de Jacob, source d'inspiration bien connue de la série, demeure : « Alex sera confronté aux horreurs qui reflètent son état psychologique » précise un développeur.

## Accueil
Silent Hill: Homecoming partage, tout comme Silent Hill 4: The Room, l'avis des fans de la saga. Globalement, le jeu s'en sort assez bien grâce à son histoire intéressante, et sa jouabilité plus fluide qu'auparavant. L'avis de la presse est plutôt bon avec notamment un A décerné par le site UGO, et un 7.7/10 de GameTrailers. La presse française n'est pas en reste avec un 84/100 du magazine PC Jeux, un 15/20 de la part de PlayStation Magazine et de Joypad ainsi qu'un 16/20 par Xbox Magazine, Consoles + et Jeux vidéo Magazine dans leur édition de mars 2009, une note égale à celle du blockbuster Resident Evil 5 testé dans ce même numéro de JVMag. Pourtant, de nombreux fans sont déçus par cet épisode, trop centré sur l'action, et le site Jeuxvideo.com lui décerne un 12/20.